# Fuerzas terrestres de Abjasia
Las Fuerzas terrestres de Abjasia son la rama terrestre de las fuerzas armadas de la República de Abjasia. Forman parte de la defensa instaurada de éste territorio sececionista tras el primer y segundo conflicto contra Georgia, lo que desembocó que en el año 2014 se suscribieran acuerdos entre Rusia y esta república parcialmente reconocida.

## Equipamiento
La cifra exacta y la cantidad de armamento, además de su tipo permanecen sin verificar, ya que en Abjasia no se permite la inspección de parte de entidades externas diferentes a las rusas para realizar un monitoreo. La agencia de prensa y medios rusa RIA (Russian News & Information Agency) da un aproximado del poderío militar abjaso así:
- 10,000 hombres,
- 40 tanques del modelo T-72,
- 85 piezas de artillería y morteros, incluyendo algunas docenas de cañones de los calibres 122-152-mm,
- 116 vehículos blindados de diferentes modelos.

Además dispone de numerosas cantidades de sistemas anti-carro que van desde granadas propulsadas por cohetes RPG-7 hasta lanzamisiles Konkurs-M. Dado el estatus internacional de Abjasia y tras sus recientes conflictos armados contra Georgia, una gran variedad de nuevos equipamientos han sido adquiridos y mostrados en los diferentes desfiles y paradas militares por las formaciones militares de Abjasia, incluidos viejos equipos abandonados de la era soviética, que se convirtieron luego en equipos militares donados por Rusia como armas ligeras, equipamiento de uso civil, además de objetos y elementos de uso militar capturados a los georgianos.

### Vehículos blindados
| Vehículo     | Imagen | Origen                  | Cantidad | Estado                                  | Notas                                             |  |
| ------------ | ------ | ----------------------- | -------- | --------------------------------------- | ------------------------------------------------- |  |
| T-72         |        | Unión Soviética / Rusia | 40       | tanque rector                           |                                                   |  |
| T-55         |        | Unión Soviética         | 53       | tanque rector                           |                                                   |  |
| BMP-2        |        | Unión Soviética / Rusia |          | Vehículo de combate de la infantería    |                                                   |  |
| BMP-1        |        | Unión Soviética / Rusia | 70 - 85  | Vehículo de combate de la infantería    | Entre VCI's y TBP's están en servicio actualmente |  |
| BTR-70       |        | Unión Soviética         |          | Transporte blindado de personal         | Entre VCI's y TBP's están en servicio actualmente |  |
| BTR-60       |        | Unión Soviética         |          | Transporte blindado de personal         | Entre VCI's y TBP's están en servicio actualmente |  |
| BM-21 "Grad" |        | Unión Soviética / Rusia | 7        | Lanzacohetes múltiple                   | Entre VCI's y TBP's están en servicio actualmente |  |
| Misil Buk    |        | Unión Soviética / Rusia |          | Sistema de misiles de defensa antiaérea |                                                   |  |
| ZSU-23-4     |        | Unión Soviética         | 6        | Artillería antiaérea autopropulsada     |                                                   |  |

### Artillería
| Armamento                                     | Imagen | Origen          | Cantidad | Estado                           | Notas |  |
| --------------------------------------------- | ------ | --------------- | -------- | -------------------------------- | --- |  |
| Cañón estacionario 2A18 (cal. 122 mm)         |        | Unión Soviética | 80       | Artillería de campo estacionaria | En servicio. |  |
| Cañón antitanque D-44 (cal.85 mm)             |        | Unión Soviética |          | Artillería de campo estacionaria | En servicio. |  |
| Mortero cal. 120 mm                           |        | Rusia           | 42       | Mortero                          | Se desconocen los modelos exactos.                                                                                        |  |
| Mortero cal. 82 mm                            |        | Unión Soviética |          | Mortero                          | Se desconocen los modelos exactos.                                                                                        |  |
| Cañón de defensa costera KSM-65 (cal. 100 mm) |        | Unión Soviética |          | Artillería costera               | En el 2008 fueron reactivados de su estado de almacenamiento. Los tipos de modelo y sus cantidades exactas se desconocen. |  |

### Armamento de la infantería
| Armamento                 | Imagen | Origen                  | Cantidad | Estado                                                 | Notas                                 |  |
| ------------------------- | ------ | ----------------------- | -------- | ------------------------------------------------------ | ------------------------------------- |  |
| RPG-18                    |        | Unión Soviética / Rusia |          | Lanzador de cohetes portátil                           |                                       |  |
| RPG-7                     |        | Unión Soviética / Rusia |          | Lanzador de cohetes portátil                           |                                       |  |
| Ametralladora PK          |        | Unión Soviética         |          | Ametralladora ligera                                   |                                       |  |
| RPK                       |        | Unión Soviética         |          | Ametralladora ligera                                   |                                       |  |
| AS Val                    |        | Rusia                   |          | Fusil de asalto con silenciador (supresor) incorporado |                                       |  |
| AK-74                     |        | Unión Soviética         |          | Fusil de asalto                                        |                                       |  |
| AKM                       |        | Unión Soviética         |          | Fusil de asalto                                        | Únicamente en las unidades de reserva |  |
| AK-47                     |        | Unión Soviética         |          | Fusil de asalto                                        | Únicamente en las unidades de reserva |  |
| Fusil de tirador Dragunov |        | Unión Soviética / Rusia |          | Fusil de francotirador                                 |                                       |  |
| Makarov                   |        | Unión Soviética         |          | Pistola                                                |                                       |  |
| Granada de mano RGD-5     |        | Unión Soviética / Rusia |          | Granada de mano                                        |                                       |  |
| Granada de mano F1        |        | Unión Soviética         |          | Granada de mano                                        |                                       |  |

### Tropas de Rusia en Abjasia
Rusia mantiene en la base de Gudauta una fuerza destacada de 3,500 hombres, que ayudan en la defensa de Abjasia, en las anteriores instalaciones de una base militar soviética cerca en la costa del Mar Negro, al norte de la capital Sujumi, tras los acuerdos firmados desde el mes de septiembre de 2009 para la cooperación militar. La base de Gudauta alberga la brigada N° 131 de fusileros motorizados, la que está equipada con al menos 41 tanques T-90 y 130 VCI BTR-80.